# Gruppa A 1937
L'edizione 1937 della Gruppa A fu la terza del massimo campionato sovietico di calcio e fu vinta dalla Dinamo Mosca, giunta al suo secondo titolo.
Capocannonieri del torneo furono Vasilij Smirnov (Dinamo Mosca), Leonid Rumjancev (Spartak Mosca) e Boris P'aich'adze (Dinamo Tbilisi) con 8 reti.

## Stagione

### Novità
I club partecipanti passarono a nove, con l'arrivo della squadra russa del Metallurg Mosca, vincitrice del Gruppa B 1936 (autunno), ma col nome di Serp i Molot Mosca. Il CDKA Mosca, retrocesso, cominciò la stagione nella Gruppa B 1937, ma il 4 agosto, per decisione del Comitato per l'educazione fisica e lo sport, quando già erano state disputate due gare, fu riammesso.

### Formula
Le nove squadre si incontrarono tra di loro in gare di andata e ritorno, per un totale di 18 giornate e 16 incontri per squadra: il sistema prevedeva tre punti per la vittoria, due per il pareggio e uno per la sconfitta.
In vista della riunificazione tra i campionati di prima e seconda serie, non vi furono retrocessioni.

## Squadre partecipanti
| Squadra           | Repubblica    | Città      | Stagione precedente                                |
| ----------------- | ------------- | ---------- | -------------------------------------------------- |
| CDKA Mosca        | RSFS Russa    | Mosca      | 8° in Gruppa A, retrocesso ma in seguito riammesso |
| Dinamo Kiev       | RSS Ucraina   | Kiev       | 6° in Gruppa A                                     |
| Dinamo Leningrado | RSFS Russa    | Leningrado | 7° in Gruppa A                                     |
| Dinamo Mosca      | RSFS Russa    | Mosca      | 2° in Gruppa A                                     |
| Dinamo Tbilisi    | RSS Georgiana | Tbilisi    | 3° in Gruppa A                                     |
| Krasnaja Zarja    | RSFS Russa    | Leningrado | 5° in Gruppa A                                     |
| Lokomotiv Mosca   | RSFS Russa    | Mosca      | 4° in Gruppa A                                     |
| Metallurg Mosca   | RSFS Russa    | Mosca      | 1° in Gruppa B, col nome di Serp i Molot           |
| Spartak Mosca     | RSFS Russa    | Mosca      | Campione sovietico                                 |

## Classifica finale
|                             | Pos. | Squadra           | Pt | G  | V | N | P  | GF | GS | DR  |
| --------------------------- | ---- | ----------------- | -- | -- | - | - | -- | -- | -- | --- |
| Unione Sovietica (bandiera) | 1.   | Dinamo Mosca      | 38 | 16 | 8 | 6 | 2  | 37 | 20 | +17 |
|                             | 2.   | Spartak Mosca     | 37 | 16 | 8 | 5 | 3  | 24 | 16 | +8  |
|                             | 3.   | Dinamo Kiev       | 36 | 16 | 7 | 6 | 3  | 33 | 24 | +9  |
|                             | 4.   | Dinamo Tbilisi    | 34 | 16 | 7 | 4 | 5  | 30 | 24 | +6  |
|                             | 5.   | Metallurg Mosca   | 32 | 16 | 7 | 2 | 7  | 26 | 21 | +5  |
|                             | 6.   | Lokomotiv Mosca   | 31 | 16 | 5 | 5 | 6  | 18 | 20 | -2  |
|                             | 7.   | Dinamo Leningrado | 29 | 16 | 2 | 9 | 5  | 21 | 25 | -4  |
|                             | 8.   | Krasnaja Zarja    | 28 | 16 | 4 | 4 | 8  | 17 | 31 | -14 |
|                             | 9.   | CDKA Mosca        | 23 | 16 | 3 | 1 | 12 | 18 | 43 | -25 |

### Verdetti
- Dinamo Mosca Campione dell'Unione Sovietica 1937.

## Risultati
|                           | DiM | SpM | DiK | DiT | MeM | LoM | DiL | KZL | CDKA |
| Dinamo Mosca              |     | 0:1 | 2:1 | 3:3 | 2:1 | 1:2 | 2:2 | 1:1 | 3:1  |
| Spartak Mosca             | 0:0 |     | 1:2 | 2:0 | 0:4 | 3:1 | 3:3 | 2:0 | 2:0  |
| Dinamo Kiev               | 2:2 | 1:1 |     | 2:2 | 0:2 | 1:1 | 1:1 | 4:1 | 1:0  |
| Dinamo Tbilisi            | 0:4 | 1:0 | 5:3 |     | 4:0 | 0:0 | 1:3 | 3:0 | 1:0  |
| Metallurg Mosca           | 0:3 | 1:3 | 0:2 | 1:0 |     | 2:1 | 5:1 | 0:1 | 5:0  |
| Lokomotiv Mosca           | 2:3 | 1:2 | 2:2 | 3:2 | 0:0 |     | 1:0 | 0:2 | 1:2  |
| Dinamo Leningrado         | 3:3 | 0:0 | 0:1 | 0:2 | 1:1 | 0:0 |     | 2:2 | 2:3  |
| Krasnaya Zarya Leningrado | 0:3 | 0:2 | 2:6 | 1:1 | 3:1 | 0:1 | 0:0 |     | 3:0  |
| CDKA Mosca                | 1:5 | 2:2 | 2:4 | 2:5 | 0:3 | 0:2 | 0:3 | 5:1 |      |